# Инсекти у медицини
Инсекти у медицини су коришћени од давнина, како у традиционалној, тако и у модерној медицини, понекад са мало доказа о њиховој ефективности. Најчешће се користи пчеле, а такође се користе и црви, мрави, скакавци, крпељи као и пауци.
Медоносна пчела, обезбјеђује мед, полен, матични млијеч, прополис и антиинфламаторни пептид мелитин, а њене ларве се једу у неким друштвима. Медицинска употреба инсеката укључује терапију црвима за чишћење ране. Преко хиљаду породица протеина је идентификовано у пљувачки инсеката који се хране крвљу и они могу да обезбиједе корисне љекове као што су антикоагуланси, вазодилататори, антихистаминици и анестетици. Маје су користиле армијског мрава при постављању хируршког шава, док се кинески црни планински мрав користи као лијек за све.

## Традиционална и алтернативна употреба
Медицинску употребу инсеката и других зглавкара широм свијета истраживао је Мејер Рошоу, који је описао употребу свих главних група инсеката, паука, црва и мјекушаца и разматра њихов потенцијал као добављача биоактивних компоненти. Коришћење инсеката и паукова за лијечење разних болести и повреда има дугу традицију и, након што је издржало тест времена, сматра се да може да буде ефикасно и да даје резултате. Понекад је народно медицинска „логика“ била заснована на Доктрини сигнатура и изјави Хипократа, који се сматра „оцем медицине“, а који је рекао: „сличним стварима се производи болест и примјеном сличних се лијечи“, што је имало психолошког ефекта. На примјер, за лијечење случајева опстипације, прописивани су баљегари; за мршављење се сматрало да помажу паличњаци, познати и као инсекти гранчице; за лијечење губитка косе користиле су се длакаве тарантуле, док се сматрало да ће масни црви, који подсјећају на отечене екстремитете које изазива паразит Wuchereria bancrofti, помоћи обољелима од елефантијазе. Сматрало се да организам који има дјелове који подсјећају на дјелове људског тијела, животиње или друге објекте, има користан значај за те дјелове, животиње или предмете. Тако су, на примјер, бедрене кости скакаваца, за које се говорило да подсјећају на људску јетру, користили аутохтони народи Мексика за лијечење обољења јетре. Ова доктрина је уобичајена у традиционалној и алтернативној медицини, али је најистакнутија тамо гдје су медицинске традиције широко прихваћене, као у традиционалној кинеској медицини и ајурведи, а мање у заједници и породичној медицини, што је чешће у дјеловима Африке.

### Традиционална кинеска медицина
Традиционална кинеска медицина укључује биљну медицину, акупунктуру, масажу, вјежбе и дијететску терапију. То је типична компонента модерне медицинске његе широм источне Азије и у неким дјеловима југоисточне Азије, као што је Тајланд. Инсекти су врло често укључени као дио биљне медицинске компоненте традиционалне кинеске медицине, а њихова медицинска својства и примјена су широко прихваћени и договорени.
Кинески црни планински мрав — Polyrhachis vicina, користи се као лијек за све, посебно код старијих особа. За њега се сматра да продужава живот, има својства против старења, обнавља Чи и повећава мушкост и плодност. Недавно интересовање за љековите квалитете мрава довело је до тога да британски истраживачи проуче потенцијал екстракта да служи као средство за борбу против рака. Екстракт кинеског црног планинског мрава се обично конзумира помијешан са вином.

### Индија и Ајурведа
Ајурведа је древни традиционални индијски третман који је скоро универзално укључен уз западну медицину као типична компонента медицинског лијечења у Индији. Иако је ајурведска медицина често ефикасна, дозе могу да буду недосљедне и понекад могу да буду контаминиране токсичним тешким металима.
За термите се сматра да лијече разне болести, и специфичне и нејасне. Обично се хумка или дио хумке ископа, а термити и архитектонске компоненте хумке се заједно самељу у пасту која се затим наноси локално на захваћена подручја или, рјеђе, помијеша се са водом и конзумира. Сматра се да овај третман лијечи чиреве, реуматске болести и анемију. Такође је предложено да се користи као опште средство за ублажавање болова и побољшање здравља.
Ларве јатрофе лисног рудара су облик инсеката са највећим економским утицајем на пољопривреду, беру се, кувају и гњече у пасту која се примјењује локално за изазивање лактације, смањење температуре и умиривање гастроинтестиналног тракта.

### Африка
За разлику од Кине и Индије, традиционална медицина са инсекатима у Африци је изузетно промјењива. То је углавном регионално, са неколико, ако их уопште има, већих споразума о томе који инсекти су корисни као третмани за које болести. Већина медицинских третмана инсекатима се преноси кроз заједнице и породице, умјесто да се предаје на универзитетским установама, као што то понекад раде традиционална кинеска медицина и ајурведа, док већина пракси традиционалне медицине захтијева особу у улози „исцјелитеља“.
Скакавци се обично једу као посластица и одличан извор протеина и конзумирају се у медицинске сврхе. Они се обично сакупљају, суше на сунцу, а затим мељу у прах. Прашак затим може да се претвори у пасту када се помијеша са водом и пепелом и наноси се на чело да би се ублажио бол од јаких главобоља. Поред тога, саме главобоље могу да се спријече тако што „исцјелитељ“ убаци пасту под кожу на потиљку обољеле особе.
Термити се такође користе у дјеловима Африке, слично као у Индији. Дјелови хумке се ископају, кувају и претварају у пасту, која затим може да се нанесе на спољашње ране да би се спријечила инфекција, а може да се и конзумира за лијечење унутрашњих крварења. Термити се користе не само као облик лијека, већ и као медицинско средство. Ако „исцјелитељ” жели да убаци лијек испод коже, често ће тај лијек намазати по кожи пацијента, а затим узети термита и ставити га на кожу пацијента. Када термит уједе, његова доња вилица ефикасно служи као уређај за убризгавање.

### Америке
Америке су биле под снажнијим утицајем доктрине сигнатура него Кина, Индија или Африка, највјероватније због њихове колонијалне историје са Европом. Већина употребе инсеката у медицини повезана је са Централном Америком и дјеловима Јужне Америке, а не са Сјеверном Америком, док се већина заснива на медицинским техникама аутохтоних народа. Тренутно, лијек од инсеката се практикује много рјеђе него у Кини, Индији или Африци, иако је још увијек релативно чест у руралним областима са великом домородачком популацијом.
Скакавци, Grasshopper и Chapulines, обично се конзумирају као тостирано регионално јело у неким дјеловима Мексика, али се такође користе у медицини. За њих се сматра да служе као дијуретик, за лијечење болести бубрега, за смањење отока и за ублажавање болова код поремећаја цријева када се конзумирају. Међутим, постоје одређени ризици повезани са конзумирањем скакаваца Chapulines, јер је познато да садрже нематоде које могу да се пренесу на људе након конзумирања.
Слично термитима у Африци, домородачки народи Централне Америке понекад су користили мраве као љековита средства. Маје су користиле армијског мрава при постављању хируршког шава, у којем су користиле њихове чељусти како би држали рану затворену. То је укључивало растезање мрава и држање његових вилица до ивица ране; када би угризао, грудни кош и стомак су уклањани, а глава је остала да држи рану заједно. Сматрало се да излучевине пљувачне жлијезде мрава имају антибиотска својства. Отров црвеног мрава бера коришћен је за лијечење реуматизма, артритиса и полиомијелитиса путем имунолошке реакције изазване његовим убодом. Ова техника, у којој је мравима дозвољено да контролисано убоду погођена подручја, још увијек се користи у неким сушним руралним областима Мексика.
Свилена буба, Bombyx mori, такође се обично конзумирала и као регионална храна и у медицинске сврхе у Централној Америци након што су је у Нови свијет донијели Шпанци и Португалци. Конзумирају се само незрели. Куване лутке су се јеле за лијечење апоплексије, афазије, бронхитиса, упале плућа, конвулзија, крварења и учесталог мокрења. Измет који производе ларве се такође једе за побољшање циркулације и ублажавање симптома колере (интензивно повраћање и дијареја).

### Производи медоносне пчеле
Производи медоносне пчеле се користе у медицини у апитерапији широм Азије, Европе, Африке, Аустралије и Америке упркос чињеници да медоносна пчела није уведена у Америку све до колонизације од стране Шпаније и Португалије. Они су најчешћи медицински производ од инсеката у историји и тренутно.
Мед је најчешћи пчелињи производ који се користи у медицинске сврхе. Може се нанијети на кожи за лијечење прекомјерног ожиљног ткива, осипа и опекотина, а може се примијенити и као облог на очи за лијечење инфекције. Такође се конзумира за проблеме са варењем и за побољшање општег здравља, а може се загријавати и конзумирати за лијечење прехладе, кашља, инфекција грла, ларингитиса, туберкулозе и плућних болести.
Апитоксин или отров медоносне пчеле, може се примијенити директним убодом за ублажавање артритиса, реуматизма, полинеуритиса и астме. Прополис, смоласту, воштану мјешавину коју сакупљају пчеле и која се користи као изолатор и заптивач кошница, често конзумирају жене у менопаузи због високог садржаја хормона, а сматра се да има антибиотска, анестетичка и антиинфламаторна својства. Матични млијеч се користи за лијечење анемије, чира на дванаестопалачном цријеву, артериосклерозе, хипотензије, хипертензије и инхибиције сексуалног либида. Пчелињи хљеб или пчелињи полен, једе се као опште средство за обнављање здравља и сматра се да помаже у лијечењу унутрашњих и спољашњих инфекција. Један од главних пептида у пчелињем отрову, мелитин, има потенцијал да лијечи упале код обољелих од реуматоидног артритиса и мултипле склерозе. Сви ови пчелињи производи се редовно производе и продају, посебно преко интернета и у продавницама здраве хране, иако ниједан још није одобрен од стране ФДА, Управе за храну и љекове Сједињених Америчких Држава.

## Савремене научне употребе
Иако су инсекти били нашироко коришћени током историје за лијечење на скоро свим континентима, релативно мало медицинских ентомолошких истраживања спроведено је од револуционарне појаве антибиотика. Велико ослањање на антибиотике, заједно са нелагодношћу код коришћења инсеката у западној култури, ограничило је поље фармакологије инсеката све док пораст инфекција отпорних на антибиотике није покренуо фармацеутска истраживања у потрази за новим ресурсима. Зглавкари представљају богат и углавном неистражен извор нових љековитих једињења.

### Терапија црвима
Терапија црвима је намјерно уношење живих, дезинфикованих ларви мува (црви) у ране меког ткива да би се селективно очистило некротично ткиво. Ово помаже у спрјечавању инфекције, а такође убрзава зарастање хронично инфицираних рана и чирева. Војни хирурзи још од антике су примијетили да ране које нису биле лијечене неколико дана, а које су третиране црвима, зарастају боље од рана које нису толико третиране црвима. Црви луче неколико хемикалија које убијају микробе, укључујући алантоин, уреу, фенилацететну кисјелину, фенилацеталдехид, калцијум-карбонат, протеолитичке ензиме и многе друге.
Црве су за зарастање рана користиле Маје и аутохтони народи Аустралије. У скорије вријеме, коришћени су у ренесансној Европи, у Наполеоновим ратовима, Америчком грађанском рату и у Првом и Другом свјетском рату. И даље се користе у војној медицини.

### Апитерапија
Апитерапија је медицинска употреба пчелињих производа као што су мед, полен, пчелињи хлеб, прополис, матични млијеч и пчелињи отров. Један од главних пептида у пчелињем отрову, назван мелитин, има потенцијал да лијечи упале код обољелих од реуматоидног артритиса и мултипле склерозе. Мелитин блокира експресију инфламаторних гена, чиме се смањује оток и бол. Примјењује се директним убодом инсеката или интрамускуларним инјекцијама. Пчелињи производи показују широк спектар антимикробних фактора и у лабораторијским студијама и показало се да убијају бактерије отпорне на антибиотике, ћелије рака панкреаса и многе друге инфективне микробе.

### Шпанска мушица
Шпанска мушица је смарагднозелена буба тврдокрилац — Lytta vesicatoria, из породице жутих буба — Meloidae. Она и друге такве врсте коришћене су у препаратима које су нудили традиционални апотекари. Инсект је извор терпеноидног кантаридина, токсичног средства за стварање пликова који се некада користио као афродизијак.

### Инсекти који се хране крвљу
Многи инсекти који се хране крвљу као што су крпељи, обади и комарци, убризгавају више биоактивних једињења у свој плијен. Ове инсекте су практичари источне медицине користили стотинама година да би спријечили стварање крвних угрушака или тромбозу. Међутим, савремена медицинска истраживања су тек недавно почела да истражују потенцијал за развој љекова од пљувачке инсеката који се хране крвљу. Ова једињења у пљувачки тих инсеката су способна да олакшају храњење крвљу спрјечавањем коагулације тромбоцита око ране и обезбјеђују заштиту од имунолошког одговора домаћина. Тренутно је преко 1,280 различитих породица протеина повезано са пљувачком организама који се хране крвљу, укључујући инхибиторе агрегације тромбоцита, АДП, арахидонску кисјелину, тромбин, ПАФ, антикоагулансе, вазодилататоре, вазоконстрикторе антихистаминике, блокаторе натријумових канала, инхибиторе комплемента, формираче пора, инхибиторе ангиогенеза, анестетике, АМП и молекуле за препознавање микробних образаца и појачиваче/активаторе паразита.
Тренутно је направљен прелиминарни напредак у истраживању терапеутских својстава крпељског антикоагулансног пептида (ТАП) и иколариса, новог инхибитора пута рекомбинантног ткивног фактора (ТФПИ) из пљувачне жлијезде крпеља Ixodes scapularis. Поред тога, показало се да иколарис, инхибитор ткивног фактора, блокира раст примарног тумора и ангиогенезу у моделу глиобластома. Упркос снажном потенцијалу ових једињења за употребу као антикоагуланса или имуномодулаторних љекова, тренутно на тржишту нема савремених љекова, развијених из пљувачке инсеката који се хране крвљу.

## Пауколики зглавкари
Попут биљака и инсеката, пауколики зглавкари, као што су пауци и шкорпије, такође се хиљадама година користе у традиционалној медицинској пракси. Недавна научна истраживања природних биоактивних фактора су се повећала, што је довело до поновног интересовања за компоненте отрова код многих животиња. Године 1993. маргатоксин је синтетизован из отрова централноамеричког шкорпиона, Centruroides margaritatus. То је пептид који селективно инхибира калијумове канале зависне од напона. Патентиран од стране компаније Merck, има потенцијал да спријечи хиперплазију неоинтиме, чест узрок отказивања бајпас графта.
Поред медицинске употребе једињења за одбрану паука, велика количина истраживања је недавно усмјерена на синтезу и употребу паукове свиле као скеле за стварање лигамената. Паукова свила је идеалан материјал за синтезу медицинских кожних трансплантата или лигаментних имплантата јер је једно од најјачих познатих природних влакана и изазива мали имуни одговор код животиња. Паукова свила такође може да се користи за прављење финих шавова за шивење нерава или очију како би се залијечили са малим ожиљцима. Медицинска употреба паукове свиле није нова идеја, она се хиљадама година користи за борбу против инфекција и зарастање рана. Због тога што је лагана и јака, научници покушавају да је произведу у козјем млијеку и у листовима биљака помоћу генетичког инжињеринга.

### Психоактивни шкорпиони
Новински извјештаји из 2001. тврде да употреба шкорпиона у психоактивне сврхе постаје све популарнија у Азији. Зависници од хероина у Авганистану наводно пуше сушене шкорпије или користе убоде шкорпиона да би се надували када хероин није доступан. Употреба шкорпиона као психоактивне дроге наводно даје тренутни ниво исте јачине или још јаче од хероина. Међутим, мало је информација о дугорочним ефектима употребе отрова шкорпиона. „Помама за убодом шкорпиона“ је такође порасла у Индији са све мањом доступношћу других дрога и алкохола доступних младима. Млади људи наводно хрле на ивице аутопута гдје могу да купе убоде шкорпиона који после неколико минута интензивног бола, наводно изазивају шест до осам сати осјећај благостања, а цијена је од 100 до 150 индијских рупија.